# Apeles Mestres
Apeles Mestres (Barcelona, 29 de octubre de 1854-Barcelona, 19 de julio de 1936) fue un escritor y dibujante español, notable figura de la literatura catalana y precursor de la historieta. Mestres, un artista polifacético que cultivó poesía, música y teatro, colaboró con viñetas en la prensa periódica de la época además de ser un prolífico ilustrador de libros.

## Biografía
Nació el 29 de octubre de 1854 en Barcelona, hijo de José Oriol Mestres y hermano de Arístides Mestres. Declaró en una entrevista haberse iniciado en el dibujo en 1875, en La Campana de Gracia, revista en la que tomó el testigo de Tomás Padró y en la que dibujó la cabecera más longeva de la publicación, aparecida por primera vez en 1881.
De carácter progresista y vinculado al republicanismo en determinadas etapas de su vida, se opuso a los sectores más conservadores del panorama literario catalán, del que Mestres es considerado una figura notable. Durante la Primera Guerra Mundial fue de filiación aliadófila, posicionándose en contra de las Potencias Centrales.

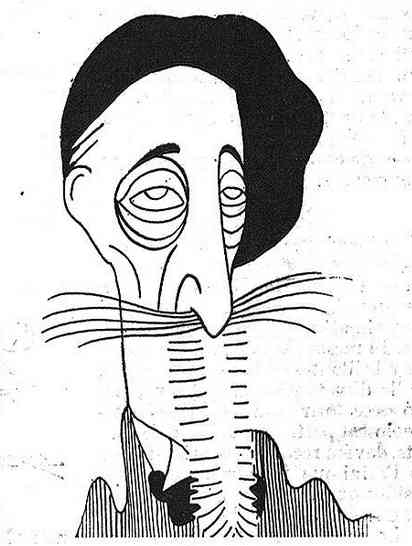
Caricaturizado por Bagaría (1908)

Mestres, que pasó sus últimos años ciego, dedicado a la música y la poesía, falleció en la madrugada del 18 al 19 de julio de 1936 en su ciudad natal —tras el estallido de la guerra civil— y está enterrado en el cementerio de Montjuic.

## Obra
Mestres, a quien Víctor Balaguer habría definido como «el más griego de los poetas españoles», como escritor cultivó diversos géneros: poesía, teatro o prosa, que a menudo fusionaba en su obra, que ilustraba con dibujos propios, con los que recibió el reconocimiento de crítica y público.
Mestres fue ilustrador de libros, entre ellos la edición de Don Quijote de la Mancha (1879) de Antonio de Bofarull, en la que sus dibujos fueron grabados por Francisco Fusté, o La hija del rey de Egipto (1881), de Georg Ebers, que ilustró junto a Arturo Mélida. También aportó ilustraciones para ediciones de Rinconete y Cortadillo y El Lazarillo de Tormes, así como para obras poéticas del duque de Rivas en colaboración con Pellicer, los Episodios Nacionales de Galdós, novelas de José María Pereda, Los últimos días de Pompeya de Edward Bulwer Lytton, obras del padre Coloma, Novelas de Farina, La dama de las camelias, Cantos modernos de Perés, Museo epigramático, La muerte y el diablo de Pompeyo Gener, Diccionario enciclopédico de la Lengua castellana, la Eneida, el Almanaque sud-americano o Ayres del Montseny de Jacinto Verdaguer, entre otras.
En prensa periódica participó en La Esquella de la Torratxa, La Academia o La Ilustración Hispano-americana, entre muchas otras revistas. Como caricaturista se codeó con Ramón Cilla, Eduardo Sáenz Hermúa (Mecáchis), Eduardo Sojo (Demócrito) u otros. Su concepción del libro era como una forma de arte global. Margaridó, una composición poética ambientada en la Guerra de Independencia Española, fue premiada en los Juegos Florales de 1888 y publicada como libro en 1890. Su poema narrativo Liliana (1907) se vincula al modernismo.
Hizo de libretista para composiciones de músicos como Enrique Granados, Enric Morera, Josep Rodoreda y Amadeo Vives, entre otros. También cultivó la composición musical, con frecuencia con letras propias que sería popularizadas por Emili Vendrell y Conchita Badía.

## Fondo personal
El fondo de carácter privado de Apeles Mestres, depositado en el Archivo Histórico de la Ciudad de Barcelona (AHCB), lo integran un total de 13.047 documentos que se han agrupado bajo dos grandes apartados: documentación personal y familiar, y epistolario. En el primer apartado se han incluido también los numerosos recortes de prensa conservados, relacionados con su vida y, de forma muy especial, con su obra literaria y artística. El epistolario es de gran relevancia y significación por la cantidad de documentos que reúne y por la categoría de los corresponsales. Esta documentación procede del donativo hecho por el propio autor al AHCB e ingresó el 29 de julio de 1929.

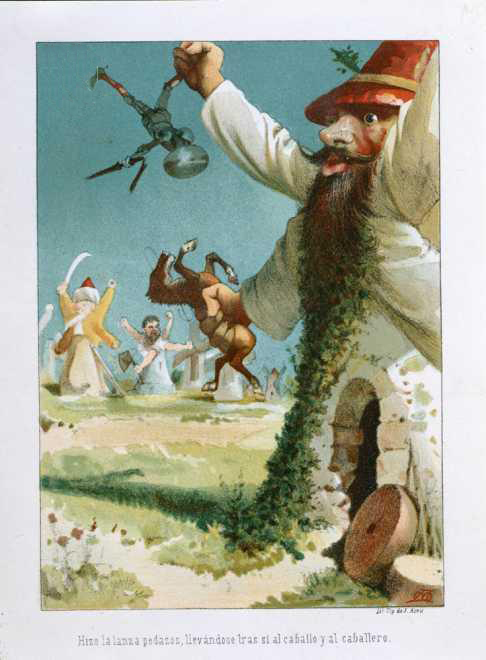
Don Quijote (1879)

Además, el AHCB custodia una parte muy significativa de los más de 40 000 dibujos que creó a lo largo de su vida en disciplinas como el dibujo artístico, la ilustración literaria, la caricatura política y humorística en prensa y revistas satíricas, los croquis y los apuntes en cuadernos de viajes y dietarios, etc. El legado lo completan planos de su padre, el arquitecto Josep Oriol Mestres, y álbumes de dibujos de su esposa, Laura Radénez. De entre los dibujos de Mestres conservados en el AHCB cabe destacar los 1290 dibujos satíricos publicados en el diario La Publicidad entre los años 1896 y 1906; los cinco álbumes de dibujos conocidos como Llibre Vert, realizados entre 1874 y 1895; los Llibres d'Expansions, donde narra de forma gráfica las vivencias compartidas con Laura Radénez; o los originales de centenares de caricaturas políticas para publicaciones periódicas como La Esquella de la Torratxa o La Campana de Gracia.

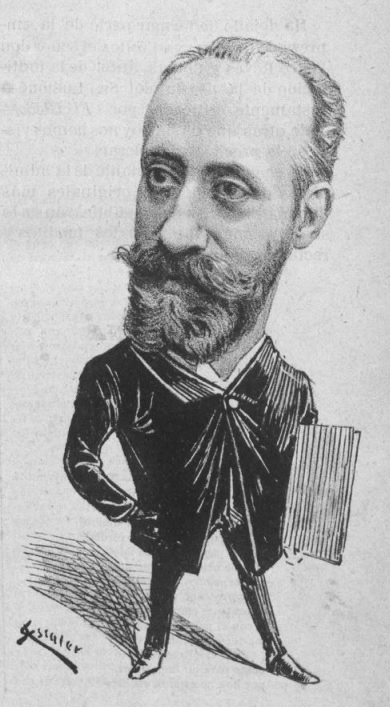
Caricaturizado por Escaler en La Semana Cómica

Con respecto al fondo fotográfico personal de Mestres, se conserva en el Archivo Fotográfico de Barcelona y está compuesto por documentación generada y reunida per él mismo. Por un lado, fotografías de carácter personal como retratos de familiares y personas del entorno del artista, el estudio donde trabajaba y su casa. Estas imágenes presentan un ambiente íntimo y cercano a Apeles Mestres. Por otra parte, documentación fruto de la actividad coleccionista y de las necesidades e inquietudes profesionales del artista. Así pues, forman parte del fondo retratos de desnudos, academias y tipos populares de diferentes lugares del mundo. Destaca entre estas fotografías, una serie de retratos de personas de países árabes. Asimismo, se encuentran paisajes y vistas costumbristas de la Ciudad Condal, Cataluña, España y el extranjero. Son destacables las albúminas que muestran países como Egipto, Siria y el norte de África. También contiene fotografías que reproducen obras de arte y documentos. Cabe resaltar, entre este material, una serie de estatuas en modelo para la fachada de la Catedral de Barcelona. Como coleccionista, Mestres recopiló una numerosa colección de postales de temática muy variada.
Por otro lado, su colección de figurines se encuentra en el Museo de las Artes Escénicas del Instituto del Teatro. El fondo está compuesto por un total de más de 150 obras fechadas entre 1864 y 1914. El Museo se ha encargado de la digitalización y conserva estos documentos en Escena Digital disponibles para consultas de los usuarios.

## Premios
En 1908 fue investido con el título de maestro en gayo saber, al ganar tres premios ordinarios de los Juegos Florales. 
Fue condecorado con la Croix de la Legión d'Honneur del Gobierno francés (1920) y con la Medalla d'Or de la ciutat de Barcelona (1935).

## Obras
Poesía

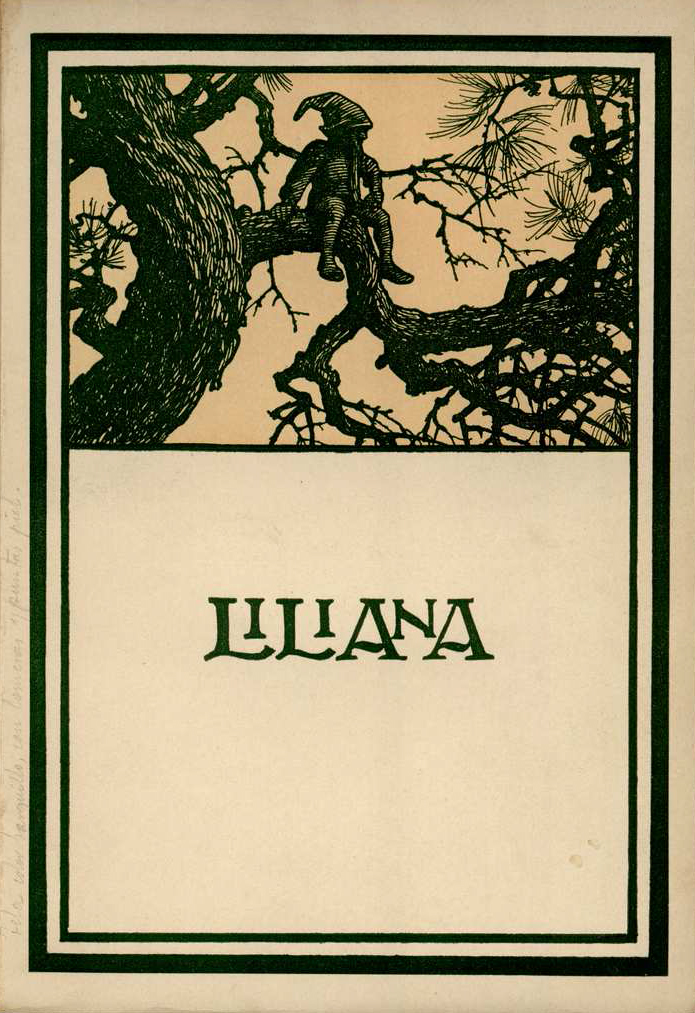
Liliana (1907)

- Cants íntims (1889), ilustrados con cien dibujos del propio Mestres.
- Margaridó (1890).[23]
- Idilis (1900).
- En Misèria (1902).
- Poemas d'amor (1904).
- Liliana (1907).
- La Perera (1908).
- La senyoreta (1909).
- Abril (1911).
- Atila (1917).[8]
- Flors de sang (1917).[8]
- Poesia xinesa (1925).
- Liliana (1948), con ilustraciones de Mestres.

## Referencias

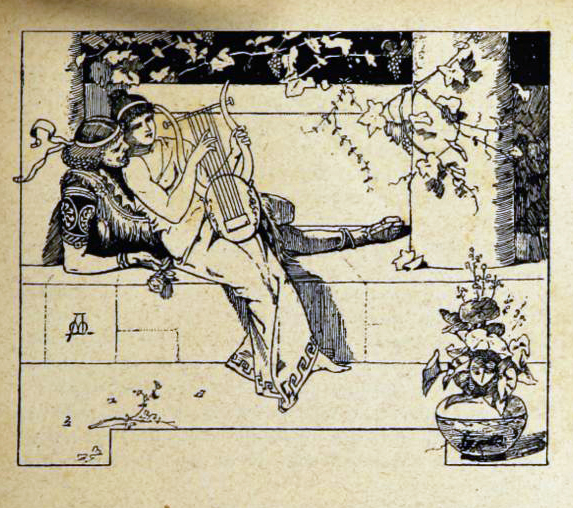
La hija del rey de Egipto (1881)